# Järnvägslinjen Zagrebs centralstation–Rijeka
Järnvägslinjen Zagrebs centralstation–Rijeka (kroatiska: Željeznička pruga Zagreb glavni kolodvor–Rijeka) eller Järnvägslinjen M202 (Željeznička pruga M202) är en järnvägssträcka i Kroatien. Den 229 km långa järnvägslinjen går från huvudstaden Zagreb via Karlovac till hamnstaden Rijeka vid den adriatiska kusten. Järnvägslinjen är elektrifierad och enkelspårig till största delen. 

## Sträckning
Banan utgår från Zagrebs centralstation (0 km) och tar sedan en sydlig riktning. Många tåg gör uppehåll på järnvägsstationen Maksimir (4 km). Därefter fortsätter järnvägslinjen förbi godsbangården Klara (7 km) där den skiljs åt från spåret mot Slavonien. Spåret blir enkelspårigt och viker av västerut. Till en början passerar den Zagrebs västra förorter. Vid industriområdet Lučko i sydväst lämnar järnvägsspåret Zagreb. Järnvägen följer samma sträckning som E65 fram till Karlovac (53 km.) Efter Karlovac svänger spåret av mot väst och lämnar motorvägens sträckning. Vid järnvägsstationen i Oštarije (103 km) utgår Likabanan söderut mot Knin medan spåret fortsätter västerut. Följande järnvägsstation är Ogulin (109 km). Järnvägslinjen fortsätter mot sydväst till infarten mot Rijeka. Cirka 1 km innan Rijeka går spåret in i en tunnel som kommer ut vid huvudgatan i Rijeka där spåret korsar denna på en järnvägsövergång och slutar vid Rijekas järnvägsstation (229 km.)